# Samsung Galaxy Note 8
Galaxy Note8 （ギャラクシー ノート エイト）は、サムスン電子が開発・製造・販売したスマートフォン（ファブレット）端末。2017年8月23日にGalaxy Note7の後継機種として発表され、2017年9月15日に発売を開始した。
先行機種に比べ、コア仕様やSペン（スタイラスペン）が改善された。Galaxy S8+と外見やサイズは類似しているが、CPUの性能は向上している。また、サムスンのスマートフォンとしては初めて、メインカメラに広角レンズと望遠レンズの二種類のカメラユニットを搭載したデュアルカメラシステムを搭載しており、二つのカメラユニットはいずれも約1200万画素であり、また光学式手ぶれ補正機構を備えている。
Sペンは感圧性が向上した。またソフトウェアの面では、Always On Displayという機能を利用して画面ロック時にもメモを取ることが可能となったことや、Sペンを用いて描いた軌跡をGIFアニメーションとして保存し送信できる「Live Message」機能、翻訳機能の向上が特色として挙げられる。
日本では、当機種の日本向けモデルとしてドコモからはSC-01K（現在、在庫切れ状態）として発売され、auからはSCV37として発売された。また、他の国とは異なり日本向けの同名の端末にはSIMフリーモデルは存在しない。

## その他機能、特徴
Galaxy S（Galaxy S7 edge等）シリーズと同様、SmartSwitch Mobileというデータ移行とバックアップ機能を備えたツールアプリに対応している。
サムスンによるGalaxyシリーズ専用のアカウントサービスGalaxyアカウントに対応している。個人のデータファイルを保護できるセキュリティフォルダ機能を搭載。
プレイしているゲームのプレイを動画としてキャプチャーできるゲームセンターという新機能を搭載している。
端末を充電をさせる場合はUSB（Type-C）ケーブル（Type-Cへの変換USBケーブルを含む）とACアダプター（一体型、ACアダプター単体を含む）とワイヤレスチャージャーの充電機能のQiによる専用パッドの上に置いて無線で充電をするという方法がある。充電をしながら USBハブ を使うには、Qiの無線充電機能で充電する以外には方法は他に無いため、その点は注意するべきポイントだろう。

## 周辺機器
Gear 360というウェアラブルカメラや、バーチャルリアリティが体験できるGear VRゴーグルという周辺機器に対応している。（詳しくは公式サイトを参照）また、Samsung DeXのDeX Stationに対応している。

## 同梱されている付属品
Galaxy Note8本体、テレビアンテナケーブル、Sペン（カラーは本体カラーに応じてミッドナイトブラックまたはメープルゴールドのものが付属する）、SIM取り出しツール、AKGチューニングマイク付高音質イヤホン、Sペン交換キット、OTG対応USB変換アダプタ（ベトナム製）、MicroUSBケーブル（主にパソコン版のSmart Switchという管理アプリでパソコンにデータ転送をする際や端末のソフトウェアアップデートに用いる）、専用クリアケース